# Xavier Lleonart Blanco
Xavier Lleonart Blanco (Tarrasa, Barcelona 22 de junio de 1990) es un jugador de hockey sobre hierba español. Compitió con la Selección de hockey sobre hierba de España en los Juegos Olímpicos de Londres 2012 y en los Juegos Olímpicos de Río de Janeiro 2016, obteniendo un sexto y  quinto puesto, respectivamente.  

## Participaciones en Juegos Olímpicos
- Londres 2012, puesto 6.
- Río de Janeiro 2016, puesto 5.
- Tokio 2020, puesto 8.